# Randen (Blumberg)
Randen ist ein Ortsteil der Stadt Blumberg im Schwarzwald-Baar-Kreis in Baden-Württemberg. 

## Lage und Verkehrsanbindung
Randen liegt südöstlich der Kernstadt von Blumberg an der B 27. Südlich des Ortes verläuft die B 314 und 1,3 km südlich die Staatsgrenze zur Schweiz. Nördlich erstreckt sich das 76,4 ha große Naturschutzgebiet Zollhausried.